# Cryptorhynchus

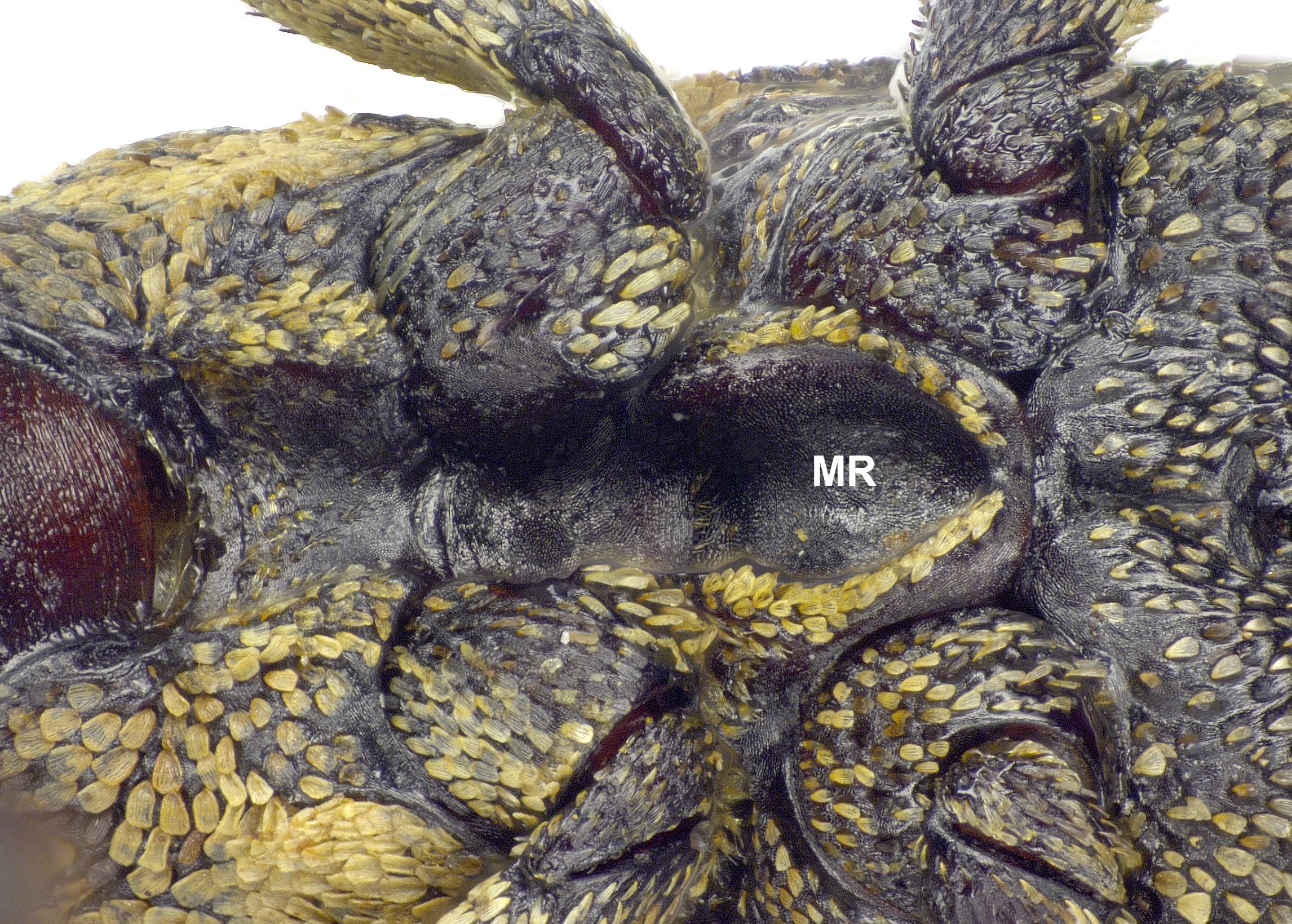
Cryptorhynchus lapathi

Cryptorhynchus és un gènere de coleòpters polífags de la família dels curculiònids, subfamília Cryptorhynchinae. Algunes de les seves espècies són plagues, com per exemple Cryptorhynchus lapathi que ataca el pollancres i espècies afins.